# Bob Kelly
Bob Kelly (Cleveland, Ohio; 4 de octubre de 1927 – Old Lyme, Connecticut; 27 de noviembre de 2024) fue un beisbolista estadounidense que jugó en la posición de pitcher.

## Carrera
A nivel universitario jugó para los Purdue Boilermakers de 1946 a 1947, aunque también jugó para Case Western Reserve Spartans de 1948 a 1949.
En su carrera profesional jugó para los  Chicago Cubs de 1951 a 1953, con los Cincinnati Redlegs en 1953 y 1958 y con los Cleveland Indians en 1958, ya que pasó la mayor parte de su carrera en las ligas menores. Al momento de su muerte era el último sobreviviente que fue entrenado por Rogers Hornsby y Frankie Frisch.